# Soldați fantomă
Soldații fantomă sau batalioanele fantomă sunt nume care apar pe listele militare, dar care nu sunt efectiv în serviciul militar, în general pentru a redirecționa o parte din salariile soldaților către o entitate locală influentă, cum ar fi ofițerii armatei sau altele. Soldații pot beneficia în egală măsură de schema de corupție revenind la ocupația și rutina civilă în timp ce câștigă venituri marginale. Cu toate acestea, practica slăbește armata și o face susceptibilă la ofensive militare și înfrângeri majore atunci când liderii ignoră trupele disponibile. Soldații fantomă au fost citați în Afganistan și în alte țări.